# 和川県
和川県（わせん-けん）は中華人民共和国山西省にかつて存在した県。現在の臨汾市安沢県北部に相当する。
528年（永安元年）、北魏により禽昌県より分割設置された義寧県を前身とする。598年（開皇18年）、隋朝により和川県と改称された。1267年（至元4年）、元朝により廃止された。